# Geitakinn
Geitakinn är en bergstopp i republiken Island. Den ligger i regionen Austurland, 300 km öster om huvudstaden Reykjavík. Toppen på Geitakinn är 719 meter över havet.
Trakten runt Geitakinn är nära nog obefolkad, med mindre än två invånare per kvadratkilometer. Trakten runt Geitakinn är permanent täckt av is och snö.